# Christian Telch
Christian Telch (Mainz, 1988. január 9. –) német labdarúgó, az SVN Zweibrücken hátvédje.